# Jura (kanton)
| Jura                      |                    |
| \| Grb kantona \|         |                    |
| Položaj u Švicarskoj      |                    |
|                           |                    |
| Podaci                    |                    |
| Glavni grad               | Delémont           |
| Pristupanje konfederaciji | 1979.              |
| Skraćenica                | JU                 |
| Stanovništvo              | 69.222 stan.       |
| Popis                     | 31. prosinca 2006. |
| Površina                  | 839 km²            |
| Gustoća                   | 83 stan./km²       |
| Br. općina                | 83                 |
| Jezici                    | francuski          |
| Zemljovid kantona         |                    |
|                           |                    |
| Grb kantona               |                    |

Kanton Jura, je kanton na sjeverozapadu Švicarske, glavni grad ovog kantona je grad Delémont (njemački: Delsberg). Službeni naziv kantona je  Republika i kanton Jura (francuski:République et Canton du Jura)

## Zemljopis
Kanton Jura se nalazi u sjeverozapadu Švicarske. S 839 km² je jedan od srednjih kantona po veličini u Švicarskoj.
Susjedni kantoni su na jugu Bern i kanton Neuchâtel, a na istoku Solothurn i Basel-Landschaft, ostatak je granice dijeli s Francuskom.

## Jezik
Francuski je službeni jezik. Jedino u općini Ederswiler je njemački jezik službeni.

## Gradovi i mjesta
- Delémont, 11300 stanovnika
- Pruntrut, 6549 stanovnika
- Bassecourt, 3309 stanovnika
- Courroux, 2986 stanovnika
- Saint-Ursanne, 686 stanovnika

### Općine u kantonu Jura
Općine u kantonu Jura

## Vjeroispovijest
Većinom su rimokatolici.

## Gospodarstvo
Jura je ekonomsko gledano najsiromašniji kanton u Švicarskoj.

## Vanjske poveznice
- Službena stranica kantona Jura